# 彼得拉鲁比亚
彼得拉鲁比亚（義大利語：Pietrarubbia）是意大利佩萨罗-乌尔比诺省的一个市镇。总面积13.05平方公里，人口718人，人口密度55.0人/平方公里（2008年）。ISTAT代码为041048。